# T. E. Burridge
Tom Eustace Burridge  (Londres, 30 de abril de 1871 - 16 de setembro de 1945) foi um futebolista britânico, campeão olímpico.
Competiu nos Jogos Olímpicos de Verão de 1900 em Paris. Ele ganhou a medalha de ouro representando a Grã-Bretanha nos Jogos.